# 奧因斯 (馬里蘭州)
奧因斯（英語：Owings）是位於美國馬里蘭州卡爾弗特縣的一個普查規定居民點。

## 人口
根據2020年美國人口普查的數據，奧因斯的面積為10.23平方千米，當中陸地面積為10.20平方千米，而水域面積為0.03平方千米。當地共有人口2141人，而人口密度為每平方千米209.29人。